# Louis the First
Louis the First ist ein Jazzalbum von Louis Stewart. Die im September 1975 in den Trend Studios in Dublin entstandenen Aufnahmen erschienen im selben Jahr auf dem Label Hawk. Im März 2024 wurden die Aufnahmen auf dem von Gerald Davis gegründeten Dubliner Label Livia Records wiederveröffentlicht.

## Hintergrund
Louis the First war das Debütalbum des irischen Jazzgitarristen Louis Stewart. Bereits 1968 hatte er mit Tubby Hayes zusammengearbeitet und wurde im selben Jahr beim Montreux Jazz Festival als herausragender europäischer Solist ausgezeichnet. Kurz darauf tourte er mit Benny Goodman (1969–71), und als diese Trioaufnahme entstand, war er bereits Mitglied im Quartett Ronnie Scotts. Als er schließlich nach Dublin zurückkehrte, um dieses Trioalbum mit dem Bassisten Martin Walshe und dem Schlagzeuger John Wadham aufzunehmen, war er (in den Worten seines lebenslangen Freundes, des Pianisten Jim Doherty) „in Flammen“. Das Album wird von drei Titeln durchzogen, in denen Stewart komplett solo auftrat, „Send in the Clowns“, „Here’s That Rainy Day“ und „Autumn Leaves“.

## Titelliste
- Louis Stewart: Louis the First (Hawk SHALP 147; Livia Records LRCD2401)[2]

1. All the Things You Are (Jerome Kern) 4:50
2. Bluesology (Milt Jackson) 6:30
3. Body and Soul (Johnny Green) 4:17
4. Send in the Clowns (Stephen Sondheim) 3:15
5. O Grande Amor (Antônio Carlos Jobim, Vinicius de Moraes) 5:59
6. Here's That Rainy Day (Jimmy Van Heusen) 4:08
7. Alone Together (Arthur Schwartz) 5:56
8. Autumn Leaves (Joseph Kosma/Jacques Prévert) 3:46
9. Footprints (Wayne Shorter) 5:42

## Rezeption
Nach Ansicht von Ian Patterson, der das Album in All About Jazz rezensierte, waren die Standards für Stewart das A und O, aber sein Spiel hier sei nichts Gewöhnliches. Ob er eine Ballade streichle, im Blues schwelge, sich über Swing-Rhythmen austobe oder tief in die lateinamerikanische Romantik eintauche, Stewart zeige stets eine außergewöhnliche Technik, die sich durch blitzschnelle Flüssigkeit, rhythmischen Antrieb und ein ausgeprägtes harmonisches Gespür auszeichne.  Für puren Nervenkitzel würden „All the Things You Are“ und „O Grande Amor“ sorgen, wobei die Rhythmusgruppe fieberhaft arbeite, während Stewart herumtolle. Selbst bei halsbrecherischer Geschwindigkeit zeige Stewart eine Fülle von Ideen, wobei Anklänge an Jim Hall und Wes Montgomery durchdringen. Durch diese Neuauflage werde das Genie von Louis Stewart deutlich.
Das Feuer werde deutlich, sobald das Trio in einem schnellen „All the Things You Are“ brenne, schrieb Julian Maynard-Smith (London Jazz News). Stewart könne – und tue dies – unglaublich schnell spielen, aber mit Hitze statt bloßem Blitz. Wie Joe Pass (der Stewart lobte) klinge er immer anmutig und gemächlich, selbst bei den schnellsten Tempi. Und dank des Remasterings von Livia Records könne man nun jede Gitarrennote mit großer Klarheit hören. Manchmal klinge Stewart so, als würde er Lead- und Rhythmusgitarre zusammen spielen, was auf subtile Overdubs schließen lasse.
Louis the First zeichne sich nicht nur durch die unterschiedlichen Instrumentalbesetzungen aus, sondern auch durch Stewarts famose Technik, insbesondere bei den swingenden Nummern, schrieb Marc Myers in Jazzwax. Seine Energie sei bemerkenswert. Sogar bei Balladen wie „Here's That Rainy Day“ brenne er darauf, durchzustarten, wie man an den Fills hören könne.